# Quartier des Invalides
Quartier des Invalides är Paris 26:e administrativa distrikt, beläget i 7:e arrondissementet. Distriktet är uppkallat efter Hôtel des Invalides.
7:e arrondissementet består även av distrikten Saint-Thomas-d'Aquin, École-Militaire och Gros-Caillou.

## Kyrkobyggnader
- Église du Dôme
- Saint-Louis des Invalides
- Sainte-Clotilde

## Profana byggnader
- Palais Bourbon
- Musée Rodin

## Parker
- Square Samuel-Rousseau
- Jardin de l'Intendant

## Bilder
| - De fyra administrativa distrikten i Paris sjunde arrondissement. - Dôme des Invalides. - Saint-Louis des Invalides – interiören. |

| - Sainte-Clotilde. - Musée Rodin. - Square Samuel-Rousseau. |

## Kommunikationer
- Tunnelbana – linjerna  och  – Invalides
- Tunnelbana – linje  – Varenne
- Busshållplats Esplanade des Invalides – Paris bussnät, linje 29